# Inga cocleensis
Inga cocleensis är en ärtväxtart som beskrevs av Henri François Pittier. Inga cocleensis ingår i släktet Inga och familjen ärtväxter.

## Underarter
Arten delas in i följande underarter:
- I. c. cocleensis
- I. c. megantha